# آرتشر ماكلين
آرتشر ماكلين (بالإنجليزية: Archer Maclean)‏ هو مهندس بريطاني، ولد في 28 يناير 1962.

## وصلات خارجية
- آرتشر ماكلين على موقع IMDb (الإنجليزية)